# 今村信雄
今村 信雄（いまむら のぶお、1894年5月1日 - 1959年12月29日）は、落語速記者・研究家。

## 生涯
東京出身。父は講談・落語を専門とした速記者で落語研究会の創始者・今村次郎。東京の落語家たちと交わり、落語研究会を支えた。
1956年、落語界の芸談やこぼれ話を綴った新聞コラムで人気を得る。「試し酒」などの新作落語も創作した。

## 著書
- 『長屋討論会 新作落語集』労働文化社 1946
- 『落語の世界』青蛙房 1956　のち平凡社ライブラリー
- 『落語事典』青蛙房 1957
- 『落語ハンドブック』西沢道書舗 1967

### 編纂など
- 神田伯山『清水次郎長』武侠社 武侠社長篇講談 1924
- 『名作落語全集』全11巻 編 騒人社書局 1929
- 『落語選集』全6巻 編 楽々社 1952-53
- 『落語全集』編 金園社 1954-55
- 『落語選集』全15巻 編著 西沢道書舗 1966-77
- 『名作落語全集』全6巻 編著 西沢道書舗 1967-70